# ヘルワーン県
ヘルワーン県（ヘルワーンけん、アラビア語: محافظة حلوان、Helwan Governorate）は、かつてエジプトに存在した県。下エジプトに位置する。ヘルワン県はカイロ東郊にあり、富裕な地域であるマアーディーに近いヘルワーンを県都としていた。人口は約183万人（2010年推定）。
ヘルワーン県は、2008年4月にカイロ県より分割されて成立した。この分割は、エジプトで最も大きな県であるカイロ県の負担を軽減するために大統領令にておこなわれた。2011年4月、首相のイサーム・シャラフはヘルワーン県を廃止し、この地域をカイロ県に戻すことを決定した。